# Ernst Dietrich von Tettau
Ernst Dietrich von Tettau (* 20. Februar 1716 in Tolks bei Bartenstein; † 1. Juni 1766) war ein preußischer Etats- und Kriegsminister.

## Leben

### Herkunft und Familie
Ernst Dietrich war Angehöriger des Mittleren Hauses Tolks des Adelsgeschlechts von Tettau. Sein Vater war der hessen-kasslische Major Georg Dietrich (1682–1733). Er selbst vermählte sich 1743 in Königsberg mit Albertine Gräfin von Dönhoff (1715–1754).

### Werdegang
Tettau nahm im Alter von 14 Jahren 1730 ein Studium der Philosophie und Rechtswissenschaften an der Universität Königsberg auf. In den Jahren von 1736 bis 1740 unternahm er eine umfangreiche Kavalierstour durch Deutschland und für anderthalb Jahre durch Frankreich, schließlich auch nach England. Zurück in der Heimat wurde er 1740 Mitglied des Tribunals. Im Jahre 1751 war er Mitglied des Hofgerichts, 1753 Kanzler und Präsident ebenda. Er bekam ebenfalls 1753 den Titel als Geheimer Etats- und Kriegsminister verliehen. Er war auch Direktor des Montis Pietatis (vgl.: Monte di Pietà). Er wurde im Erbgewölbe der Kirche von Reddenau beigesetzt.
Tettau wurde 1747 Universalerbe des preußischen Staatsministers Friedrich von Tettau, seinem Großonkel. 1764 kam noch die Erbschaft des bedeutenden Vermögens seiner Gattin hinzu. Mit dem ererbten umfangreichen Grundbesitz unterstützte er Angehörige wie Dritte, vergab Stipendien, unterstützte die Albertina, baute die Kirchen in Schönbruch und Reddenau aus, deren Patronat er auch innehatte, galt schlicht als Wohltäter. Auch König Friedrich II. hob in einem Schreiben an die preußische Regierung seine bedeutenden Verdienste hervor.